# 耶路撒冷围城战 (1099年)
耶路撒冷围城战（法語：Siège de Jérusalem）发生在1099年6月7日至7月15日，即第一次十字军东征期间的一场攻城战。在这场战役中，十字军从阿拉伯法蒂玛王朝手中夺取耶路撒冷，并在入城后展开了一次针对穆斯林和犹太人的大屠杀。